# Gaspard de la nuit
A Gaspard de la nuit: Trois poèmes pour piano d'après Aloysius Bertrand című zongoramű Maurice Ravel francia zeneszerző (1875–1937) alkotása, 1908-ban keletkezett Aloysius Bertrand Gaspard de la Nuit, fantaisies á la manière de Rembrandt et de Callot (Az éjszaka Gáspárja, Rembrandt és Callot modorában írt fantáziák) című versgyűjteményének hatására. Ravel ekkor még bőven dandy-korszakát élte, így nem meglepő, hogy egyik barátjának úgy nyilatkozott új kompozíciójáról, mint amelyben pusztán Balakirev Iszlamej című ördögien nehéz darabját akarta virtuozitásban túlszárnyalni. Természetesen ez a szándékoltan lekicsinylő jellemzés a szerző részéről messze nem a teljes valóságot fedi le. A mű nagyfokú technikai igényessége vitathatatlan (a komponista „transzcendentális virtuozitás”-ról ír), ám nem öncélú: Ravel ezt a nyelvezetet találta alkalmasnak azon ihletének kifejezésére, amely Bertrand költeményeinek olvasásából fakadt. A raveli zongoradarabok egyik nagyszerű példája, újszerű harmóniák, éles ritmizálás és merész melodika, az érzelmek félelmetesen széles skálájának tömör és szuggesztív kifejezése, idegborzoló látomások zenei megjelenítése: ez mind a Gaspard de la nuit. Az alkotást Ravel jóbarátja, Ricardo Viñes katalán zongoraművész mutatta be 1909-ben, Párizsban.
Ravel a verseskötet három darabját zenésítette meg. Tulajdonképpen programzenéről van szó, hiszen a teljes művészi élmény birtokba vételéhez ismernünk kell a zenét ihlető irodalmi alapokat is. Maga a főcím – Ravel vallomása szerint – magára az ördögre utal. A három tétel alant következő ismertetéseinél először az azonos című Bertrand-költeményeket olvashatjuk.

## I. Ondine
„Hallgasd! – Hallgasd! Ondine vagyok, esőcseppekkel zörgök be holdfényes ablakodon; de lám, csillogó ruhájában a kastély úrnője jelenik meg, erkélyéről figyelve a csillagos éjszakát és az alvó tavat. Minden hullám egy-egy vízitündér, aki az árral úszik, minden vízár palotám felé kígyózik, palotám vízből épült a tó mélyén, tűz, föld és levegő háromszögében. Hallgasd! – Hallgasd! – Apám égerfa zöld ágával csapkod a zsivajgó vízbe, nővéreim habkarjaikkal simogatják a szigetek friss növényzetét, lótuszait, gladióluszait, vagy gúnyolják a görnyedező, szakállas fűzfát, amely a parton halászik. Aztán, mikor elduruzsolta énekét, kért, húzzam ujjamra gyűrűjét, vegyem nőül a vízitündért és menjek el vele palotájába, ahol a tavak királya leszek. És amikor azt feleltem, hogy halandó nőt szeretek, szomorúan és csalódottan ejtett néhány könnyet, majd kacagásban tört ki és eltűnt a zuhatagban, amely kék ablaküvegemen fehéren csordogált lefelé.”
A zene amellett hogy híven kifejezi a szöveg által keltett impressziót, egyben színpompás vízizene is, amely némi rokonságot mutat Ravel egy másik, korábbi darabjával, a Jeux d'eau (Szökőkút) cíművel. Megszólal az éjjeli szerelmes vágyakozás hangja is, amely azonban beteljesületlen marad, és egyúttal finoman érzékelteti a másik két tételben ránk várakozó borzalmakat.

## II. Le Gibet (Az akasztófa)
„Mit hallok? az éjszakai szél süvölt, vagy az akasztott ember sóhajt a bitófán? Tücsök zenél talán a hínárban és a meddő repkény között, amellyel az erdő könyörületesen betakarózik? Légy vadászik tán kürtjével süket fülek körül? Bogár szedett fel szabálytalan röptében egy vérző hajszálat csupasz koponyájához? Vagy pók szövi áttetsző hálóját, mintegy nyakkendőt a megfojtott nyak köré? Távolban, a város határán harang szól, és a lenyugvó nap egy akasztott ember holttestét vonja be pírjával.”
Ebben a tételben a szorongásé a főszerep. A polifon szerkesztés helyet ad a versben is szereplő és igen hatásos harangszónak is. Ugyanakkor, mintegy hangulati ellenpontként, nemcsak rémlátomást fest meg ez a zene; az akasztott ember iránti sajnálatot is kifejezi.

## III. Scarbo
„Hányszor hallottam és láttam Scarbót, éjszakákon, amikor a hold úgy ragyog az égen, mint ezüstpénz az arany méhekkel hímzett kék zászlón! Hányszor hallottam hálószobámban búgó nevetését, miközben körmét végigszántotta takaróm selymén! Hányszor láttam, hogy lelépve a deszkákról, fél lábán megpördült, majd végiggurult a szobán, mint boszorka orsójáról a lefutott szem! Azt hittem, eltűnt, közöttem és a hold között akkorára nőtt a törpe, mint egy gótikus székesegyház harangja, pettyes zubbonyán pedig arany csengettyű fityegett. De csakhamar elkékült a teste, átlátszóvá vált, mint a viasz, arca elsápadt, mint a gyertya csonkja – és nemsokára megsemmisült.”
A fojtott vágyakozás és a csöndes borzongás után a rémálmok verejtékes félelmével ismertet meg bennünket a zeneszerző. A félelem tárgya konkrétnak mondható: Scarbo, egy rettegett éjjeli kísértet. A zene híven írja le a lidérc bukfenceit, szökelléseit, kaparászásait, amelyhez a szerző segítségül hívja az általa annyira kedvelt spanyolos koloritot is.
A Gaspard de la nuit leghíresebb része a Scarbo, és nem csupán éles kifejezésmódjának jóvoltából. Ez a darab rendkívüli technikai nehézségei miatt egyike a zongorairodalom legnagyobb kihívást jelentő opusainak.